# Irmela Wendt
Irmela Wendt (* 15. Mai 1916 in Donop; † 11. Juli 2012 in Dörentrup) war eine deutsche Kinderbuchautorin und Übersetzerin.
Aus Irmela Wendts Feder stammen über 20 Kinder- und Jugendbücher sowie mehr als 100 Texte in Anthologien und Schulbüchern. In vielen ihrer Werke setzt sie sich mit eigenen Kriegserlebnissen auseinander. Ihre Bücher wurden bislang in sechs Sprachen übersetzt. 1988 wurde die Schule für sprachbehinderte Grundschulkinder des Kreises Lippe nach Irmela Wendt benannt. Ihr Buch Fehler übersehen sie nicht - bloß Menschen, das schon mehrere Auflagen erreicht hat, erschien 2004 als überarbeitete Neuausgabe.

## Leben
Irmela Wendt wurde im Pfarrhaus von Donop geboren und verbrachte dort die ersten Jahre ihres Lebens. Mit der Einschulung kam sie auf den Sollenhof in Hillentrup. Nach dem Abitur 1935 am Engelbert-Kaempfer-Gymnasium in Lemgo begann Wendt in Hamburg Pädagogik, Psychologie und Germanistik zu studieren. Im Anschluss arbeitete sie zunächst als Volksschullehrerin. Später war sie bis zu ihrer Pensionierung im Jahr 1979 als Rektorin der Grundschule Dörentrup-West tätig. Nach ihrem Tod übernahm die Lippische Landesbibliothek in Detmold einen Teil ihres Nachlasses.

## Auszeichnungen
- 1992: Kulturpreis des Landesverbandes Lippe, Hauptpreis
- 1992: Rattenfänger-Literaturpreis, Auswahlliste
- 2012: Verdienstkreuz am Bande der Bundesrepublik Deutschland

## Werke (Auswahl)
- 1962: Alles für Pit
- 1962: Klassenfahrt nach Hellerhagen
- 1963: Entscheidung für Annette
- 1964: Frauen in der Entscheidung: Ausgewählte Erzählungen unserer Zeit (mit Käthe Aettner und Hildegard Sauerbier; Köln: Schaffstein)
- 1965: Britta Tausendfuss
- 1978: Das Mädchen ohne Namen
- 1978: Auch Könige müssen in die Schule gehen oder wie die Kinder ihre Schule bekamen
- 1980: Das Ross Wonderful
- 1982: Fehler übersehen sie nicht - bloß Menschen. Eine Schulgeschichte
- 1982: Wo kleine Igel sind
- 1984: Bange machen gilt nicht!
- 1991: Mein Haus ist voller Geschichten. Von Krieg und Frieden im Leben der Marie Anders
- 1991: Der Krieg und sein Bruder
- 1991: Ich habe Knuddel befreit!
- 1992: Flundern bewundern und andere Geschichten zum Verwundern
- 1993: Die kleine Häsin
- 1995: Flieg doch, kleiner Schmetterling!
- 2001: Lernen ist wie atmen
- 2002: Wir, die Kinder dieser Erde